# Croniken van der Duytscher Oirden
De Croniken van der Duytscher Oirden, Jongere Hoogmeesterkroniek of Utrechtse Kroniek van de Duitse Orde is een Middelnederlandse kroniek van de Duitse Orde. De kroniek werd in of rond de stad Utrecht in verschillende fasen geschreven: rond 1480, rond 1491 en met enkele kleine wijzigingen na 1492 (mogelijk rond 1496). Er wordt naar verwezen als “het laatste stukje van de puzzel dat de officiële historiografische traditie van de Duitse Orde vormt”. De anonieme kroniek is waarschijnlijk geschreven door de landcommandeur van de Utrechtse balije van de Duitse Orde, Johan van Drongelen, in samenwerking met zijn persoonlijke secretaris Hendrik Gerardsz. van Vianen.
De tekst wordt vaak gebruikt om het zelfbeeld van de Duitse Orde te interpreteren na het verlies van grondgebied in Pruisen na de Dertienjarige Oorlog (1454-1466). Uit recent onderzoek blijkt dat de tekst mogelijk is geschreven als reactie op de agressieve propagandacampagne van de Johannieter Orde na de met succes afgeslagen belegering van Rhodos in 1480.

## Naamgeving

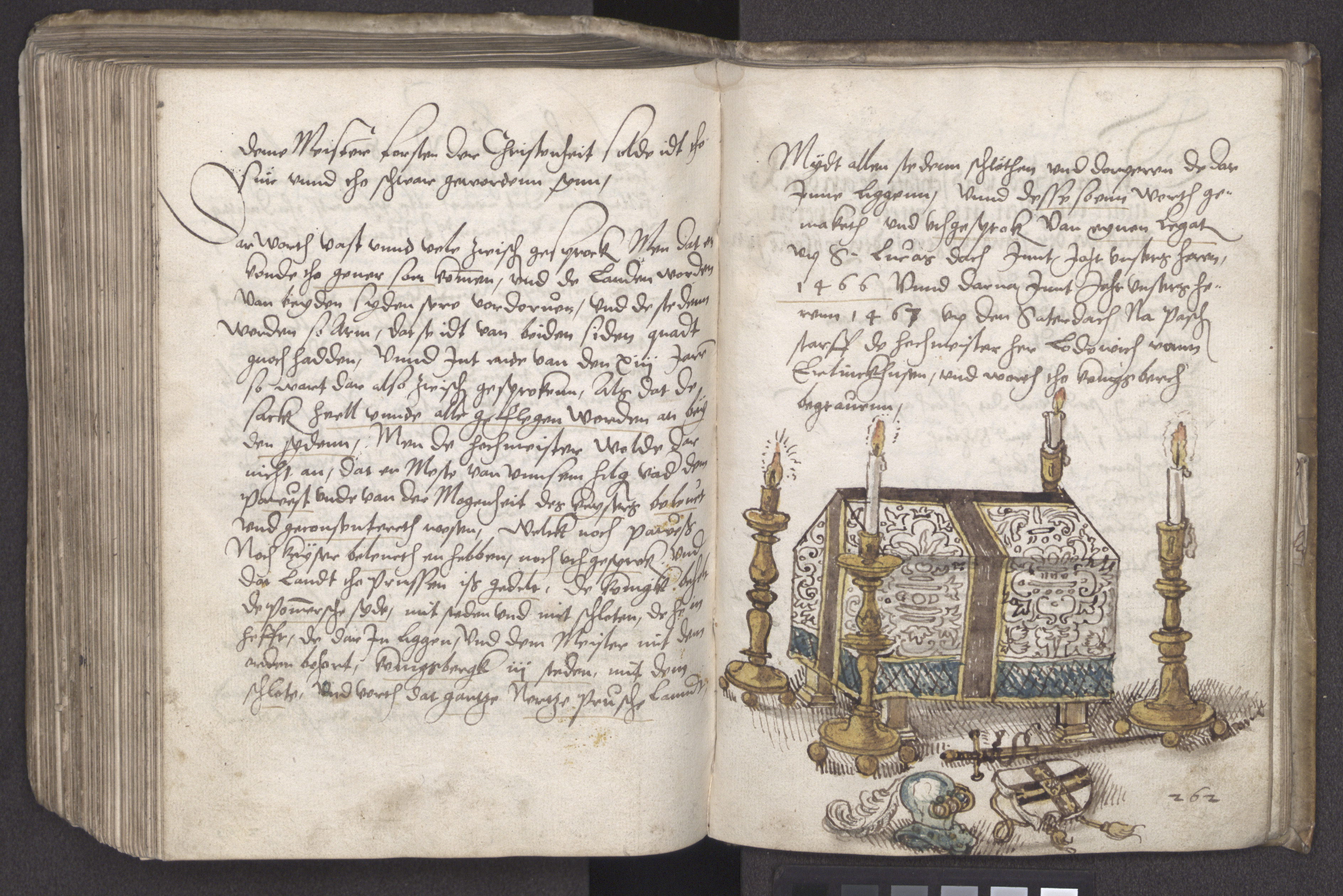
Tartu, Universiteitsbibliotheek, Mscr. 154, fol. 261v-262r: Graftombe van hoogmeester Lodewijk van Ellrichshausen

De kroniek is bekend onder verschillende namen. Het werd ooit "Preussischen Chronica" (Pruisische kroniek) genoemd en later door Christoph Hartknoch bestempeld als "Ordekroniek of Hoogmeesterkroniek". In de negentiende eeuw kreeg het de titel Große Hochmeisterchronik (Grote Hoogmeesterkroniek) van Max Töppen. Theodor Hirsch veranderde dit vervolgens in Jüngere Hochmeisterchronik (Jongere Hoogmeesterkroniek), om het te onderscheiden van de Ältere Hochmeisterchronik (Oudere Hoogmeesterkroniek), die een paar decennia eerder in Pruisen werd geschreven. De titel Jüngere Hochmeisterchronik, die werd verbonden aan een veel gebruikte editie van de tekst uit 1874, is in moderne (Duitse) literatuur het meest gangbaar.
De kroniek heeft echter zelf de titel Croniken van der Duytscher Oirden der ridderscap van den huse ende hospitael Onser Liever Vrouwen van Jherusalem (Kroniek van de Duitse Orde van de Ridders van het Huis en het Hospitaal van Onze Lieve Vrouw van Jeruzalem) of, kortweg, Croniken van der Duytscher Oirden. Deze vijftiende-eeuwse titel wordt soms gebruikt in de Nederlandse geschiedschrijving. In de Engelse wetenschappelijke literatuur verwijst de Utrecht Chronicle of the Teutonic Order naar de oorspronkelijke titel en de geografische oorsprong van de tekst.

## Inhoud en bronnen
De tekst opent met een lange proloog, die de oorsprong van de Duitse Orde in een bijbels narratief plaatst, te beginnen met Noach en Melchizedek. De proloog identificeert de ware plaats van oorsprong van de Duitse Orde op de berg Sion in Jeruzalem. Hiermee wordt de traditionele stichting van de orde in Akko tijdens de Derde Kruistocht overschaduwd. Verschillende oudtestamentische figuren, zoals Mozes, David en Judas Maccabeus, worden in verband gebracht met de berg Sion en gepresenteerd als prefiguraties van de Duitse Orde ridders. Talrijke gebeurtenissen uit het Nieuwe Testament worden op soortgelijke wijze in verband gebracht met de berg Sion, waardoor de heiligheid van de plaats wordt benadrukt.
De rest van de kroniek is strikt gestructureerd naar de achtereenvolgende hoogmeesters van de Duitse Orde. Het narratief wisselt daarbij af tussen de geschiedenis van het Heilige Land, Lijfland en Pruisen. Hiervoor combineerde de auteur veertig tot vijftig verschillende bronnen in het Latijn, Nederlands, Duits en misschien Frans. De bronnen omvatten een breed scala aan bijbelse literatuur, kruistochtverhalen (Willem van Tyrus, Jacques de Vitry, Oliver van Paderborn, Vincent van Beauvais, Wilbrand van Oldenburg, Richard van San Germano, Johannes de Beke, Ludolf van Sudheim), kronieken van de Duitse Orde (onder andere Peter von Dusburg, Nikolaus von Jeroschin, de Ältere Hochmeisterchronik, Lijflandse Rijmkroniek), evenals verschillende archiefdocumenten.

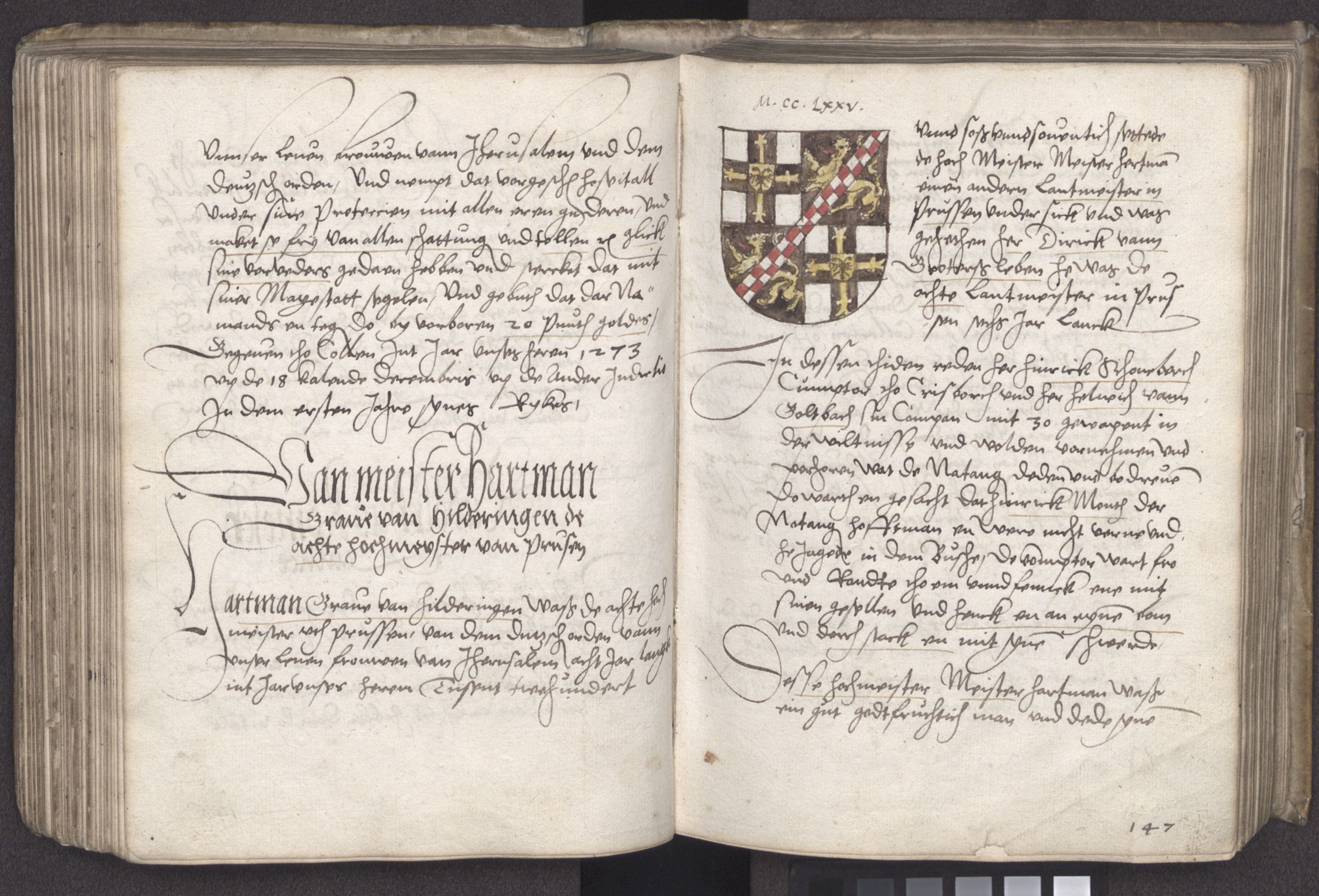
Tartu, Universiteitsbibliotheek, Mscr. 154, fol. 146v-147r: Wapenschild van hoogmeester Hartmann van Heldrungen

Het hoofdbestanddeel van de tekst eindigt met de dood van grootmeester Lodewijk van Ellrichshausen in 1467, gevolgd door een lijst van commanderijen in Pruisen en Lijfland. De tekst eindigt met een geschiedenis van de Utrechtse balije en de levens van de lokale landcommandeurs tot Johan van Drongelen zelf (1469-1492). Door de hele tekst heen zijn pauselijke en keizerlijke privileges verweven die aan de Duitse Orde zijn verleend, evenals verschillende aflaten. Wapenschilden begeleiden alle beschrijvingen van de hoogmeesters en landcommandeurs.

## Receptie
De kroniek werd voor het eerst in het Middelnederlands geschreven in de Noordelijke Nederlanden, waarschijnlijk vooral voor een publiek van leden van de Duitse Orde. Kort nadat de kroniek in Utrecht is geschreven wordt de tekst zowel in Lijfland (Nederduits) als in Pruisen (Hoogduits) in vertaling aangetroffen. De Pruisische handschriften werden vervolgens aangepast en uitgebreid, waarna ze hun weg vonden naar de stedelijke omgevingen in het Baltische gebied. Ook vind de tekst zijn weg naar de commanderijen van de Duitse Orde in de zuidelijke delen van het Heilige Roomse Rijk. Het eerste bewijs daarvan kan worden gedateerd op 1528. Inclusief alle aanpassingen en bekende, maar nu ontbrekende manuscripten, zijn tot nu toe bijna zestig manuscripten geïdentificeerd.

## Edities
- Matthaeus, A., Veteris Ævi Analecta, Seu Vetera Aliquot Monumenta, Quæ Hactenus Nondum Visa . 1e editie Vol. X. Leiden, 1710, blz. 1–284; Matthaeus, A., uitg. Veteris Ævi Analecta, Seu Vetera Aliquot Monumenta, Quæ Hactenus Nondum Visa . 2e druk. Vol. V. Den Haag, 1738, blz. 631–818.
- Napiersky, CE 'Auszug Aus Der Chronik Des Ordens Vom Deutschen Hause Zu St. Marien in Jeruzalem, Soweit Solche Auf Livland Bezug Nimmt, Mit Einer Einleitung, Abweichende Lesarten, Anmerkungen Und Einigen Worterklärungen'. In Scriptores Rerum Livonicarum, 1:829–906. Riga/Leipzig: Frantzen, 1853, blz. 833-836.
- Hirsch, Th. 'Die Jüngere Hochmeisterchronik'. In Scriptores Rerum Prussicarum . Die Geschichtsquellen Der Preussischen Vorzeit Bis Zum Untergange Der Ordensherrschaft, onder redactie van Th. Hirsch, E. Strehlke en M. Töppen, V: 1–172. Leipzig, 1874.
- Geer van Oudegein, JJ de. Archieven Der Ridderlijke Duitse Orde, Balie van Utrecht . Vol. II. II delen. Utrecht, 1871, blz. 233–258.
- Stapel, RJ (red.), RJ Stapel en CM Saridjo (vertaling), The Utrecht Chronicle of the Teutonic Order. A History of the Crusades in the Holy Land, Prussia, and Livonia (Edition and Translation) (Abingdon / New York: Routledge 2024). [11]